# One Commerce Square (Memphis)
One Commerce Square − wieżowiec w Memphis, w stanie Tennessee, w Stanach Zjednoczonych, o wysokości 120,7 m.
Został zbudowany w stylu modernistycznym. Budowę rozpoczęto w 1970 roku, a zakończono w 1973 roku. Budynek posiada 31 kondygnacji. Koszt inwestycji wyniósł 16 milionów dolarów.